# Деодат Нерсесович
Деодат Нерсесович (14 липня 1647 — 9 травня 1709) — церковний діяч, письменник Львівської вірменсько-католицької архієпархії.

## Життєпис
Син вірменського пароха з Язловця. У 1668 році закінчив вірмено-католицький колегіум у Львові, якою керували театини. Окрім богослов'я, вивчав канонічне право та східні мови. Отримав сан священника.
Його покровителем став митрополит Миколай Торосович. 1668 року став парохом в Левартовичах, поблизу Любліну. Потім отримав посади пробста у Збучині (під Краковом) і став пенітенціарія (сповідника) бенедиктинок у Ярославі.
У 1681—1686 роках фактично керував Львівською вірменською архієпархією під час ув'язнення архієпископа Вартана Гунаняна. 1683 року сприяв передачі монастиря вірменським бенедиктинкам. 1684 року стає номінальним єпископом (in partibus) Траянополітанським. 1685 року відібрав ключі від захристії вірменського кафедрального собору в старших вірменської громади, чим поклав край світському втручанню в справи архієпархії. Водночас допоміг облаштуватися місії тринітаріїв.
Після повернення Гунаняна у 1686 році стає луківським деканом. Судився зі старостою Анджеєм Дрогойовським щодо переслідування тамтешнім вірменських міщан. Потім на кілька років виїхав до Риму, де служив вірменським священником і енергійно працював над піднесенням вірменської колонії.
1697 року повертається до Львова. 2 жовтня 1698 року призначено коад'ютором Львівської архієпархії. З грудня 1699 року він перебрав фактичне управління єпархією. Утворив деканатську конгрегацію, на якій вирішувалися питання дисципліни священників, заснування парафіяльних шкіл, виголошування молитви вірменською мовою, обмеження доступу жінок до богослужінь. Намагався отримати від Папського престолу підтвердження того, що вірмени не могли переходити на латинський чи грецький обряд, вступати до католицьких чоловічих орденів. Сприяв тому, що його сестра Маріанна 1701 року стала настоятелькою монастиря вірменських бенедиктинок у Львові.
Помер Деодат Нерсесович 1709 року.

## Творчість
Під час перебування у Римі займався писанням («Пролог, чотири інтермедії та епілог», Перше місце за перемогу з Божої ласки під Віднем") та перекладанням творів (Л. Скуполі «Духовна війна») різного змісту . Також ним був виданий латино-вірменський словник.